# Dariusz Wosz
Dariusz Wosz (ur. 8 czerwca 1969 w Piekarach Śląskich) – niemiecki piłkarz polskiego pochodzenia, grający na pozycji pomocnika. Występował w reprezentacji NRD oraz w reprezentacji Niemiec. Przez większą część swojej kariery był zawodnikiem VfL Bochum, w którego barwach rozegrał łącznie 346 meczów i strzelił 41 goli. Po zakończeniu zawodowej kariery piłkarskiej w 2007 roku zajął się pracą trenera w klubie z Bochum, a także grą na poziomie ligi amatorskiej i okręgowej.
Ze względu na jego styl gry na boisku i drobną budowę ciała dziennikarze mediów zajmujących się sportem nadali mu przydomek Zaubermaus (pol. „Czarująca mysz”).

## Dzieciństwo i młodość
Dariusz Wosz urodził się 8 czerwca 1969 roku w Piekarach Śląskich. Już jako kilkuletnie dziecko interesował się piłką nożną, a jego ulubionym zespołem był Górnik Zabrze. Wosz realizował swą futbolową pasję przy każdej możliwej okazji, głównie grając z kolegami na podwórku. Chciał się zapisać do jakiegoś klubu piłkarskiego, ale w ówczesnych czasach nie było to możliwe: 

W Polsce można było grać w klubie dopiero po ukończeniu dziesięciu lat albo i później, a ja marzyłem o tym już jako pięciolatek.

W 1979 roku, mając 10 lat wyjechał z rodzicami do NRD. Rodzina osiedliła się w Halle, gdzie mieszkał wujek Dariusza Wosza, który tak jak jego ojciec pracował w branży ogrodniczej. Na miejscu członkowie rodziny zgodnie ze wschodnioniemieckim prawem musieli zwrócić polskie paszporty, a w zamian otrzymali karty stałego pobytu w NRD. Podczas pierwszych lat życia w Niemczech Wschodnich Woszowi doskwierała bariera językowa uniemożliwiająca mu kontakty z rówieśnikami, ponadto z powodu niezbyt dobrych wyników w nauce, a także drobnej budowy ciała proponowano mu przeniesienie do szkoły łyżwiarzy. Wosz tak wspominał swoje wrażenia z życia w NRD: 

Nie wiedziałem, co nas tam czeka, nie znałem tego państwa. Okazało się, że wszystko było super. Moi rodzice pracowali w zakładzie ogrodniczym mojego wujka i mieli pewną pracę. W Polsce też nie wiodło się nam źle, ale poziom życia był jednak zupełnie inny. Były kolejki po mięso, kartki. W NRD nie było tylko bananów. Ani ja, ani brat nie czuliśmy, że wiedzie nam się kiepsko. Przez pierwsze pół roku grałem w piłkę tylko w ogrodzie wujka. Nie wiem, jak by się potoczyła moja kariera, gdyby kolega kiedyś nie zajrzał przez płot i nie poszedł ze mną do klubu. Kiepsko mówiłem po niemiecku, więc futbol pomógł mi w adaptacji.

## Kariera piłkarska

### Kariera klubowa
Dariusz Wosz karierę na poziomie juniorskim zaczynał w małych klubach BSG Motor Halle i BSG Empor Halle. W lipcu 1986 roku trafił do występującego w Oberlidze klubu Chemie Halle, w którym dał się poznać jako utalentowany piłkarz. Do sezonu 1990/1991, podczas którego doszło do zjednoczenia NRD z RFN Wosz rozegrał w Chemie Halle 94 mecze i strzelił 15 bramek. W następnym sezonie, już po przemianach politycznych jego klub pod nazwą Hallescher FC został umieszczony w rozgrywkach 2. Bundesligi. Wosz w sezonie 1991/1992 dorobił się bilansu 22 rozegranych meczów i 5 strzelonych goli.
Dobre występy na drugim szczeblu rozgrywek piłkarskich w Niemczech sprawiły, że Dariuszem Woszem zainteresowali się działacze grającego w Bundeslidze klubu VfL Bochum, którego piłkarzem Wosz został w styczniu 1992 roku. Przez sześć lat gry w tym klubie Wosz, który w tym czasie stał się znaną postacią niemieckiego futbolu rozegrał 211 meczów i strzelił 25 goli. W lipcu 1998 roku Dariusz Wosz został zawodnikiem berlińskiej Herthy BSC, która zapłaciła za niego klubowi z Bochum równowartość 6 milionów euro. Jego największymi sukcesami, osiągniętymi ze stołecznym zespołem było zajęcie 3. miejsca w Bundeslidze w sezonie 1998/1999, a także dotarcie do 1/8 finałów Ligi Mistrzów w sezonie 1999/2000. Bilans Wosza w klubie z Berlina zamknął się na 85 rozegranych meczach i 11 strzelonych golach.
W lipcu 2001 roku Dariusz Wosz postanowił wrócić do VfL Bochum. Wcześniej marzył o grze w Primera División cz Serie A, aczkolwiek nie doczekał się odpowiedniej oferty z któregoś z tamtejszych klubów. Podczas swojego drugiego okresu gry w zespole z Bochum Wosz rozegrał 135 spotkań i strzelił 16 goli. W 2007 roku Wosz podjął decyzję o odejściu z VfL Bochum i zarazem zakończeniu zawodowej kariery piłkarskiej – specjalna pożegnalna uroczystość z tym związana odbyła się 8 września tego roku na stadionie klubu. Po tym jednak nadal grał w futbol w różnych amatorskich zespołach. W 2014 roku Dariusz Wosz został zawodnikiem grającego w Grupie A Kreisligi (ligi okręgowej) klubu SC Union Bergen, w którego barwach rozegrał dotychczas 62 mecze i strzelił 7 bramek.

### Kariera reprezentacyjna
W czasie występów w Oberlidze Dariusz Wosz grał niekiedy w reprezentacji NRD U-20, z którą odnosił sukcesy. Zgodnie z jego wspomnieniami dotyczącymi tej kwestii: 

Wraz z kolegami udało mi się zająć trzecie miejsce w turnieju Coca-Coli, który odbył się w Chile w 1987 roku. Moim partnerem w drugiej linii był wtedy Matthias Sammer.

Na początku 1989 roku Wosz, będący już wtedy posiadaczem wschodnioniemieckiego obywatelstwa dostał od trenera Manfreda Zapfa powołanie do reprezentacji NRD. Zadebiutował w niej 22 marca tego roku zremisowanym 1:1 towarzyskim meczem z Finlandią. W sumie Dariusz Wosz zaliczył 7 występów w reprezentacji NRD, w których nie strzelił ani jednego gola. Ostatnim z nich, będącym zarazem ostatnim meczem w historii wschodnioniemieckiej drużyny narodowej był rozegrany 12 września 1990 roku mecz z Belgią, zakończony zwycięstwem NRD 2:0.
Dzięki dobrej grze w VfL Bochum Dariusz Wosz został w 1996 roku powołany do reprezentacji Niemiec przez jej ówczesnego selekcjonera, Bertiego Vogtsa. W październiku tego roku Wosz znalazł się w szerokiej kadrze na mecz z Armenią, aczkolwiek nie doczekał się w nim debiutu. Nastąpił on w następnym meczu niemieckiej drużyny, rozegranym w lutym 1997 roku towarzyskim spotkaniu z Izraelem. Mecz ten zakończył się wygraną Niemiec 1:0, a zwycięską bramkę strzelił Dariusz Wosz. Nie zdołał on jednak wywalczyć sobie stałego miejsca w niemieckiej drużynie. Gdy po uchodzących za nieudane dla Niemiec Mistrzostwach Świata w 1998 roku Bertiego Vogtsa na stanowisku trenera narodowej kadry zastąpił Erich Ribbeck, Dariusz Wosz otrzymał od niego powołanie na Puchar Konfederacji w 1999 roku. Turniej ten zakończył się dla niemieckiego zespołu na fazie grupowej, a Wosz wystąpił we wszystkich trzech meczach tej fazy. Dostał on również od selekcjonera miejsce w drużynie na Mistrzostwa Europy w 2000 roku, lecz nie zagrał na nich w ani jednym meczu. Po mistrzostwach kariera Wosza w reprezentacji Niemiec zakończyła się. Ostatnim spotkaniem rozegranym przez niego w narodowej drużynie był mecz z Danią z 15 listopada 2000 roku, przegrany przez Niemcy 1:2. Dorobek reprezentacyjny Dariusza Wosza zamyka się na 17 meczach i 1 strzelonym golu.

#### Sprawa gry dla Polski
Dariusz Wosz po zjednoczeniu Niemiec, z czym wiązało się zakończenie istnienia NRD, którą dotychczas reprezentował deklarował chęć gry w reprezentacji Polski, a zwolennikiem jego obecności w kadrze był jej ówczesny selekcjoner, Henryk Apostel. Jednakże FIFA w oparciu o konkretne przepisy nie zezwoliła mu na to. Sam Wosz opisywał tę kwestię następująco: 

Chciałem grać w waszej reprezentacji. Moim trenerem był wtedy Klaus Toppmöller. Pewnego dnia zapytał mnie, dlaczego właściwie nie gram w polskiej kadrze. Zastanowiło mnie to. Porozmawiałem z ludźmi w Bochum, którzy przygotowali oficjalne zapytanie do FIFA, czy nie ma przeszkód formalnych. Przyszła jednak po jakimś czasie odmowa, bo grałem już w reprezentacji NRD. A byłem już po rozmowach z ludźmi z PZPN-u, którzy chcieli mnie w kadrze.

Z decyzją FIFA Dariusz Wosz nie potrafił się pogodzić, czemu dawał wyraz w takich słowach: 

Żałowałem tylko jednego. Tego, że musiałem przyjąć enerdowskie obywatelstwo i przez to trafiłem do reprezentacji NRD, z którą rozegrałem siedem spotkań. Do dzisiaj mnie to denerwuje. Gdyby nie gra w drużynie NRD, mógłbym występować w reprezentacji Polski. Rozegrałbym zapewne więcej spotkań, niż zaliczyłem w obu drużynach niemieckich - NRD i potem już Niemiec, po zjednoczeniu. Myślę, że miałbym teraz na koncie około 50 spotkań w reprezentacji Polski.

Natomiast tak określał swą przynależność narodową: 

Częściowo jestem Polakiem, częściowo Niemcem wschodnim. Zachodnim wcale, choć przez kilka lat grałem na zachodzie, w Bochum.

## Praca trenera
Po zakończeniu zawodowej kariery piłkarskiej Dariusz Wosz poświęcił się pracy trenera w VfL Bochum, w którym przez lata grał. Od lipca 2008 roku do kwietnia 2010 roku pełnił funkcję trenera juniorskiej sekcji A w tym klubie, z kolei od września 2009 roku do kwietnia 2010 roku był także zastępcą trenera głównej drużyny VfL Bochum. Następnie zastąpił zwolnionego za słabe wyniki Heiko Herrlicha na stanowisku trenera głównej drużyny, po czym po dwóch miesiącach, w trakcie których prowadzony przez niego klub przegrał mecze z Bayernem Monachium i Hannoverem 96, co przesądziło o spadku VfL Bochum do 2. Bundesligi jego miejsce zajął Friedhelm Funkel, zaś Wosz objął posadę szkoleniowca juniorskiej sekcji A, na której pozostawał do czerwca 2013 roku - przestał wtedy również być zastępcą trenera głównej drużyny, którym był od kwietnia tego roku. Od lipca 2013 roku do stycznia 2014 roku sprawował funkcję trenera drużyny rezerw VfL Bochum, natomiast od stycznia 2014 roku do czerwca 2015 roku ponownie był trenerem juniorskiej sekcji A. Po zaprzestaniu pracy szkoleniowca juniorów Dariusz Wosz został mianowany trenerem technicznym wszystkich drużyn klubu z Bochum.

## Życie prywatne
Dariusz Wosz jest żonaty z pochodzącą z Katowic aktorką i prezenterką Niką Krosny-Wosz, z którą ma urodzonego w czerwcu 2011 roku syna Henry’ego.
W 2000 roku wraz z ówczesnym kolegą z klubu Hertha BSC Ante Čovićem zagrał gościnnie w 2017 odcinku serialu Gute Zeiten, schlechte Zeiten.
Wystąpił w rozegranym 2 maja 2017 roku na stadionie w Zabrzu charytatywnym meczu towarzyskim, poświęconym pamięci Henryka Bałuszyńskiego. Jego drużyna o nazwie Przyjaciele Henryka Bałuszyńskiego przegrała wtedy z głównym zespołem Górnika Zabrze 2:10.